# Nematogmus digitatus
Nematogmus digitatus är en spindelart som beskrevs av Fei och Zhu 1994. Nematogmus digitatus ingår i släktet Nematogmus och familjen täckvävarspindlar. Inga underarter finns listade i Catalogue of Life.